# Sireuil
Sireuil – miejscowość i gmina we Francji, w regionie Nowa Akwitania, w departamencie Charente.
Według danych na rok 1990 gminę zamieszkiwało 1 121 osób, a gęstość zaludnienia wynosiła 112 osób/km² (wśród 1467 gmin regionu Poitou-Charentes, Sireuil plasuje się na 267. miejscu pod względem liczby ludności, natomiast pod względem powierzchni na miejscu 830.).